# Noël Slangen
Noël Slangen (januari 1965) is een Belgisch communicatieadviseur die gespecialiseerd is in crisiscommunicatie en opiniemanagement voor zowel overheid, institutionele klanten (zoals politieke partijen) als internationale bedrijven.

## Biografie
In 1987 richtte hij Slangen & Partners op, een bedrijf gespecialiseerd in institutionele en strategische communicatie. Van 1999 tot 2002 was hij lid van de Beleidsraad van premier Guy Verhofstadt en communicatieadviseur van de Belgische regering. Daar was hij verantwoordelijk voor de introductie van de 'opendebatcultuur', de communicatie van het Belgisch Voorzitterschap van de Europese Unie en de hervorming van de federale communicatie. Eerder werkte hij voor de christendemocratische premier Jean-Luc Dehaene en voor de socialist Steve Stevaert. Met Noël Slangen kwam het begrip 'spindoctor' in de Belgische politiek.
In 2002 trok hij zich terug uit de reclame en richtte hij het consultancybedrijf Groep C op, gespecialiseerd in strategische communicatie. In 2006 werd zusterbedrijf Connect opgericht, gespecialiseerd in infrastructuurcommunicatie en publieke ruimte. Dit bedrijf is o.a. verantwoordelijk voor het communicatiemanagement van het Masterplan Antwerpen, maar ook van de herstellingswerken aan de Brusselse Ring, de A2 in Maastricht en de Limburgse noord-zuidverbinding.
In 2004 werd Slangen veroordeeld voor valsheid in geschrifte bij het binnenhalen van overheidsopdrachten. Volgens het OM zou hij zo 1,5 miljoen euro aan overheidsopdrachten binnen hebben kunnen krijgen. Slangen erkende de feiten maar betwistte de strafbaarheid ervan. Slangen noemde het vonnis 'omstreden' en rechter Alain Morel werd later zelf veroordeeld wegens valsheid in geschrifte. Nadat hij tegen het vonnis in beroep was gegaan, sprak het hof hem in 2005 vrij op grond van verjaring.
Hij stapte uit het management van Groep C in 2006 en werd deeltijds strategisch manager van de Vlaamse liberale partij Open Vld. Begin november 2008 zag minister-president Kris Peeters een probleem in Slangen als communicatieadviseur bij de BAM in verband met het dossier Oosterweelverbinding, vanwege zijn functie bij Open Vld. Slangen beëindigde daarop zowel de samenwerking met de BAM als met Open Vld om zich volledig op het bedrijf toe te leggen. In oktober 2008 had Noël Slangen in het tv-programma Terzake N-VA-politicus Jan Peumans beschuldigd van corruptie. Daarop diende Peumans een klacht in. Na een lange procedure veroordeelde de burgerlijke rechtbank van Hasselt Noël Slangen voor laster en eerroof aan het adres van Jan Peumans (N-VA). Hij moest de Vlaams Parlementsvoorzitter één euro morele schadevergoeding betalen. "Als ik voor één euro het trieste bestaan van Jan Peumans kan opfleuren, vind ik dat een goede investering", reageerde Slangen laconiek op zijn veroordeling. 
Daarnaast is Noël Slangen gastdocent aan verschillende universiteiten en publiceert hij regelmatig boeken en bijdragen over communicatie en maatschappelijke thema's. Hij was columnist voor het ter ziele gegane Woestijnvis-blad Bonanza en voor de dagbladen De Morgen en Het Belang van Limburg. In de serie Modellenboeken van Sdu Uitgevers/Den Haag schreef hij Modellen van C. Hierin worden gedetailleerd de modellen beschreven volgens welke Groep C werkt. Slangen ontwierp ook de "breinlabotechniek" van Groep C. In 2009 publiceerde hij Praten met Reuzen, over hoe men met leiders werkt en communiceert. Dit boek is gebaseerd op zijn eerdere ervaringen met de politici en ondernemers waarmee hij werkte. In 2010 volgde het boek Communiceren in het New Normal en in 2011 Help, er ligt een weg in mijn tuin! over infrastructuurcommunicatie. Samen met minister van Justitie Annemie Turtelboom en Open Vld-voorzitter Gwendolyn Rutten schreef hij de politieke blog kippenvel.org. De belangrijkste stukken uit deze blog werden in 2011 gepubliceerd onder de titel De toekomst kan elk moment beginnen. Slangen is ook een stripliefhebber. In die hoedanigheid is hij columnist voor het striptijdschrift Stripgids.
Medio januari 2013 zei hij het communicatievak vaarwel en verkoopt hij zijn bedrijvengroep bestaande uit de bedrijven Groep C, Connect en o2 Consult aan het management onder leiding van Bart Derison. In maart 2013 werd hij lid van de Raad van Bestuur van de VRT. In 2014 keerde hij vrijwillig terug als adviseur bij Open Vld, ruim twee maanden voor de verkiezingen. Hij was voor de Vlaamse verkiezingen lijstduwer op de Limburgse lijst van de partij. Hij raakte niet verkozen. Toch was hij voorbestemd de eed af te leggen als minister van cultuur, media, jeugd en sport. Omdat het zo snel moest gaan en omdat er een Brusselaar in de regering moest zitten, haalde hij het niet. Hij kreeg zijn verhuis naar Brussel om 'Brusselaar' te worden niet tijdig geregeld. Eind 2014 vroeg hij geen verlenging voor zijn mandaat als bestuurslid van de VRT.
Medio 2015 werd Noël Slangen verkozen tot voorzitter van de Open Vld Hasselt.
Eind februari 2016 werd hij niet verkozen binnen het partijbestuur van de Open Vld. In juli zegde hij zijn lidmaatschap bij Open Vld op en trok zich terug uit de politiek. Zijn opstappen kwam er na ontevredenheid over de verdeling van cultuursubsidies door de regering-Bourgeois (uitgevoerd door minister van Cultuur en partijgenoot Sven Gatz), waarbij Limburg volgens Slangen te weinig kreeg. Slangen benadrukte dat hij niet opstapte uit onmin, maar omdat zijn wil om zijn mening uit te drukken een onvoorwaardelijk politiek engagement in de weg zit.
In december 2019 werd Slangen ook voorzitter van het Kinderarmoedefonds. Hij nam hierbij de fakkel over van Peter Adriaenssens Diezelfde maand werd hij ook algemeen directeur van POM Limburg, de provinciale ontwikkelingsmaatschappij van Limburg. In februari 2017 was hij reeds interim-directeur van POM Limburg.